# David Tweh
David Teklo Tweh (Monrovia, 25 dicembre 1998) è un calciatore liberiano, centrocampista delll'Islač.

## Carriera

### Club
Ha iniziato la sua carriera nella sua terra natale, crescendo nell'NPA Anchors e nel BYC. Nel 2019 si trasferisce in Bielorussia, dove firma un contratto con l'Ėnerhetyk-BDU Minsk. Abbastanza rapidamente, Tweh riesce a distinguersi nella gerarchia del club e nella prima stagione mette a segno quattro gol mettendo a referto anche otto assist. Nell'estate del 2020 viene acquistato dalla Dinamo Brėst, che lascia dopo una sola stagione trasferendosi ai rivali del Ruch Brėst.
Nel gennaio 2022 viene acquistato a titolo definitivo dall'Hapoel Nof HaGalil. con cui debutta pochi giorni dopo contro l'Hapoel Tel Aviv.

### Nazionale
Nel 2016 ha esordito in nazionale maggiore contro il Kenya.

## Statistiche

### Cronologia presenze e reti in nazionale
| Cronologia completa delle presenze e delle reti in nazionale ― Liberia | Cronologia completa delle presenze e delle reti in nazionale ― Liberia | Cronologia completa delle presenze e delle reti in nazionale ― Liberia | Cronologia completa delle presenze e delle reti in nazionale ― Liberia | Cronologia completa delle presenze e delle reti in nazionale ― Liberia | Cronologia completa delle presenze e delle reti in nazionale ― Liberia | Cronologia completa delle presenze e delle reti in nazionale ― Liberia | Cronologia completa delle presenze e delle reti in nazionale ― Liberia |
| Data                                                                   | Città                                                                  | In casa                                                                | Risultato                                                              | Ospiti                                                                 | Competizione                                                           | Reti                                                                   | Note                                                                   |
| ---------------------------------------------------------------------- | ---------------------------------------------------------------------- | ---------------------------------------------------------------------- | ---------------------------------------------------------------------- | ---------------------------------------------------------------------- | ---------------------------------------------------------------------- | ---------------------------------------------------------------------- | ---------------------------------------------------------------------- |
| 15-11-2016                                                             | Kasarani                                                               | Kenya                                                                  | 1 – 0                                                                  | Liberia                                                                | Amichevole                                                             | -                                                                      | 75’                                                                    |
| 5-6-2017                                                               | Monrovia                                                               | Liberia                                                                | 1 – 0                                                                  | Sierra Leone                                                           | Amichevole                                                             | -                                                                      |                                                                        |
| 16-7-2017                                                              | Monrovia                                                               | Liberia                                                                | 0 – 2                                                                  | Mauritania                                                             | Qual. Campionato delle Nazioni Africane 2018                           | -                                                                      |                                                                        |
| 23-7-2017                                                              | Zouérat                                                                | Mauritania                                                             | 0 – 1                                                                  | Liberia                                                                | Qual. Campionato delle Nazioni Africane 2018                           | -                                                                      |                                                                        |
| 13-10-2019                                                             | N'Djamena                                                              | Ciad                                                                   | 1 – 0 dts (5 - 4 dtr)                                                  | Liberia                                                                | Qual. Coppa d'Africa 2021                                              | -                                                                      | 79’                                                                    |
| 11-6-2021                                                              | Tunisi                                                                 | Mauritania                                                             | 1 – 0                                                                  | Liberia                                                                | Amichevole                                                             | -                                                                      |                                                                        |
| 3-9-2021                                                               | Lagos                                                                  | Nigeria                                                                | 2 – 0                                                                  | Liberia                                                                | Qual. Mondiali 2022                                                    | -                                                                      | 81’                                                                    |
| 6-9-2021                                                               | Douala                                                                 | Rep. Centrafricana                                                     | 0 – 1                                                                  | Liberia                                                                | Qual. Mondiali 2022                                                    | -                                                                      | 46’                                                                    |
| Totale                                                                 |                                                                        | Presenze                                                               | 8                                                                      |                                                                        | Reti                                                                   | 0                                                                      |                                                                        |